# Vigía del Fuerte
Vigía del Fuerte – miasto w Kolumbii, w departamencie Antioquia.